# 日本伝統工芸展
日本伝統工芸展（にほんでんとうこうげいてん）は日本工芸会・朝日新聞社など主催の展覧会。「本展」とも呼ばれる。
第一回展は1954年（昭和29年）、文化財保護法の改正に伴う重要無形文化財指定・重要無形文化財保持者（人間国宝）認定制度発足の年に実施された。

## 部門
- 陶芸
- 染織
- 漆芸
- 金工
- 木竹工
- 人形
- 諸工芸（ガラス、七宝焼、截金、硯など）

## 賞
出品作品のうち特に優秀なものには日本工芸会総裁賞、NHK会長賞、日本工芸会奨励賞、高松宮記念賞、朝日新聞社賞、日本工芸会新人賞、文部科学大臣賞、日本工芸会会長賞、東京都知事賞、日本工芸会保持者賞、飛鳥クルーズ賞が贈られる。入賞作品は日本橋三越本店などで期間限定で展示される。

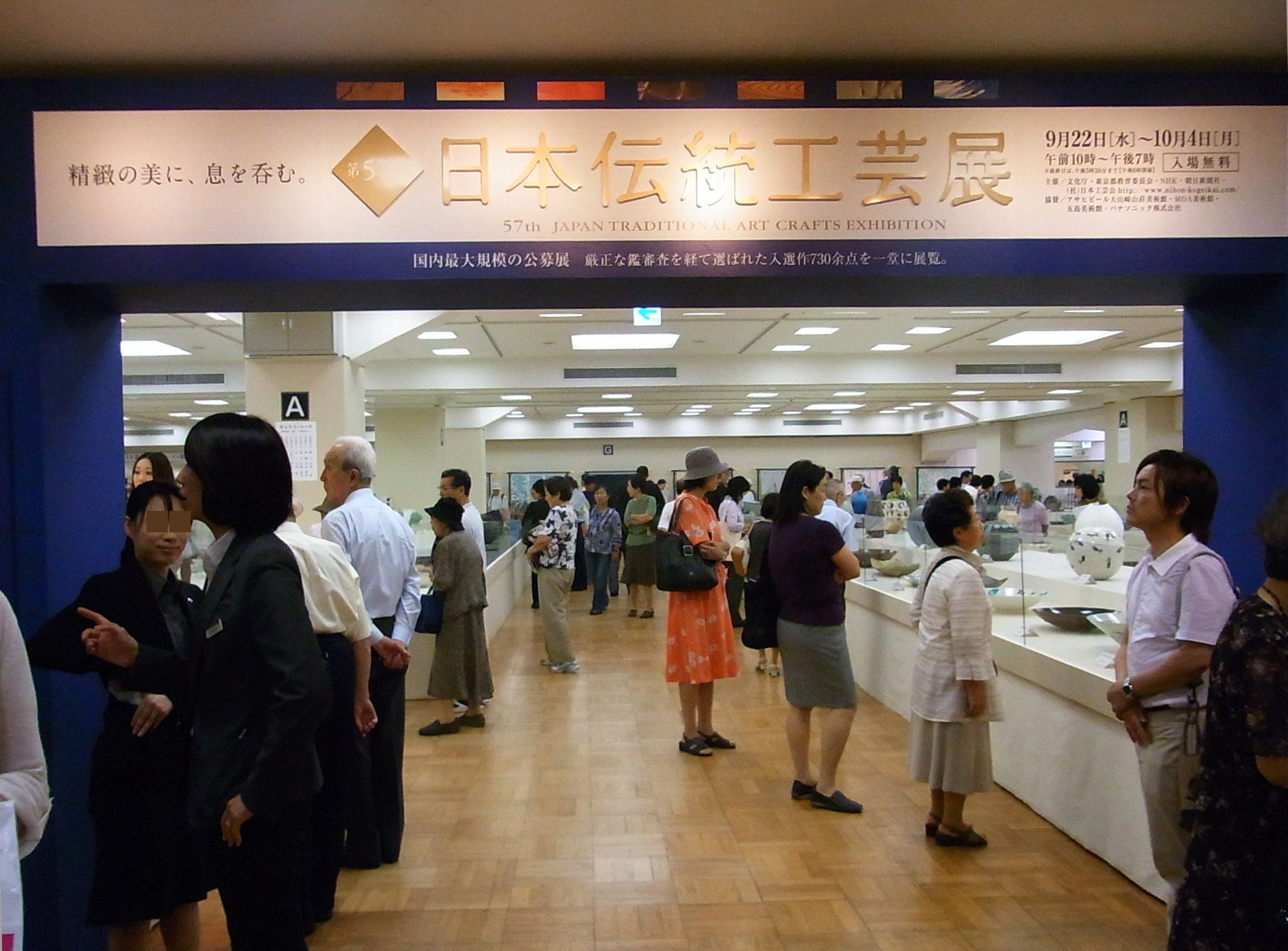
会場入口（2010年9月22日撮影）
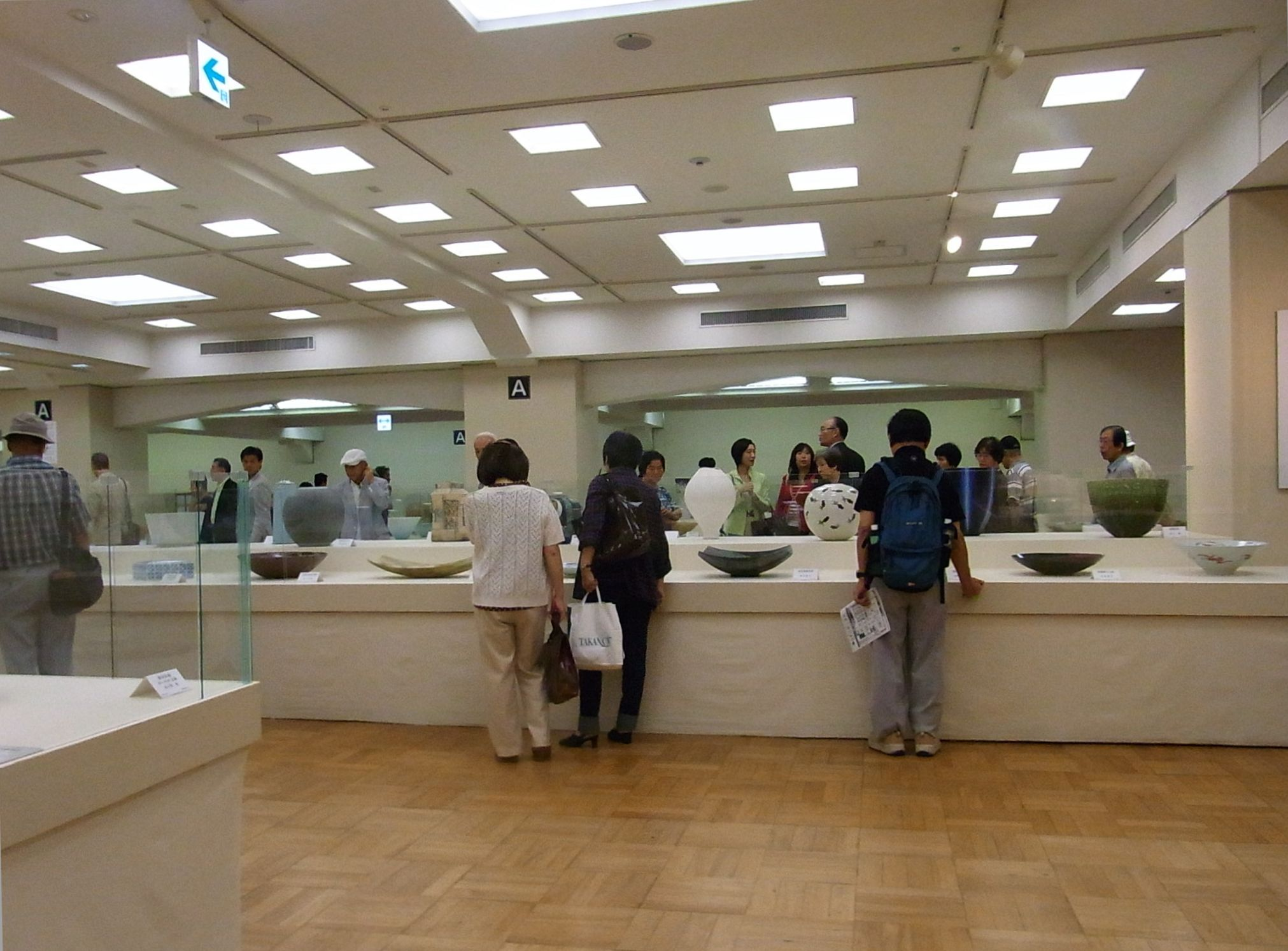
陶芸会場（2010年9月22日撮影）
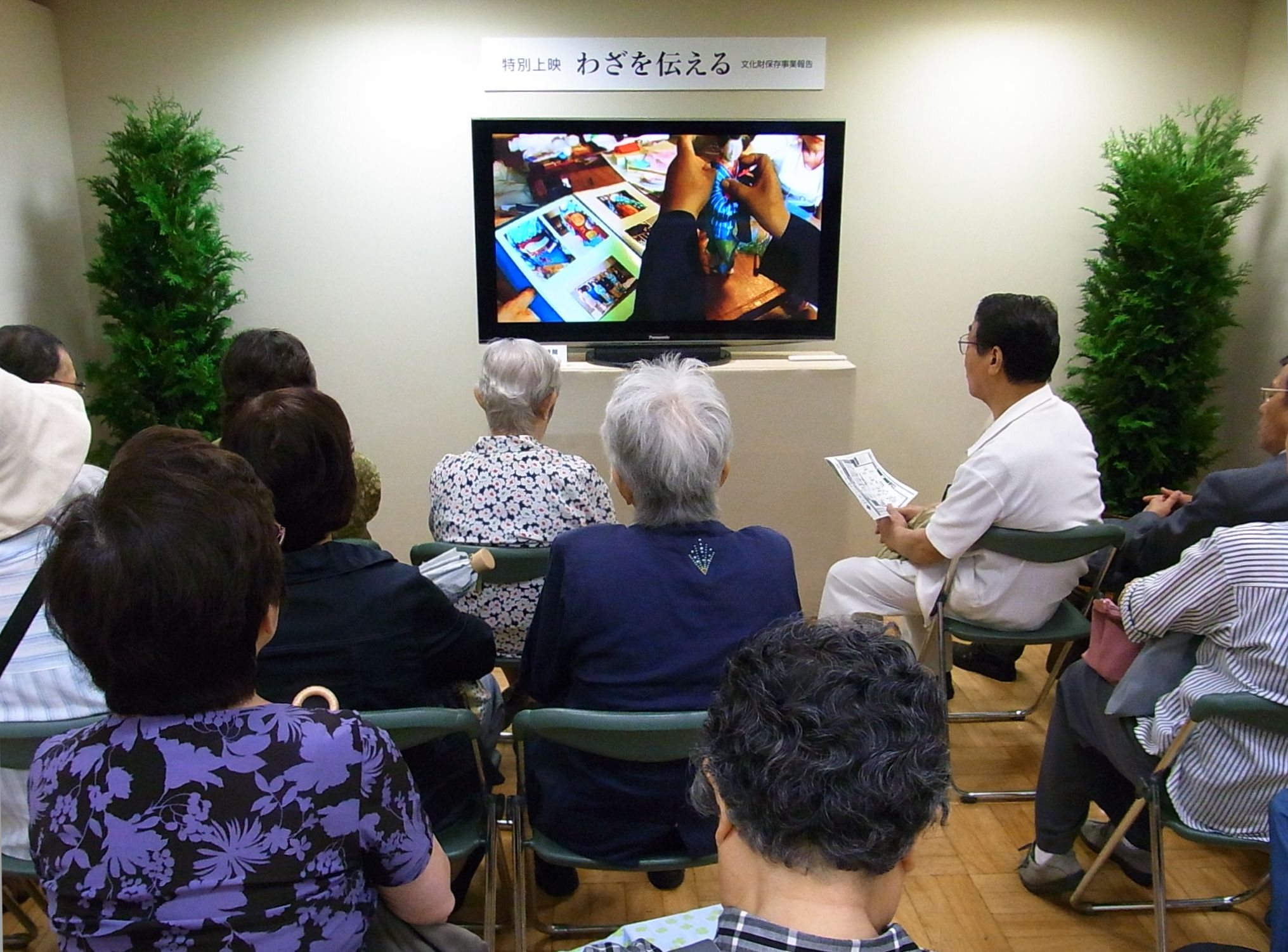
ビデオコーナー（2010年9月22日撮影）
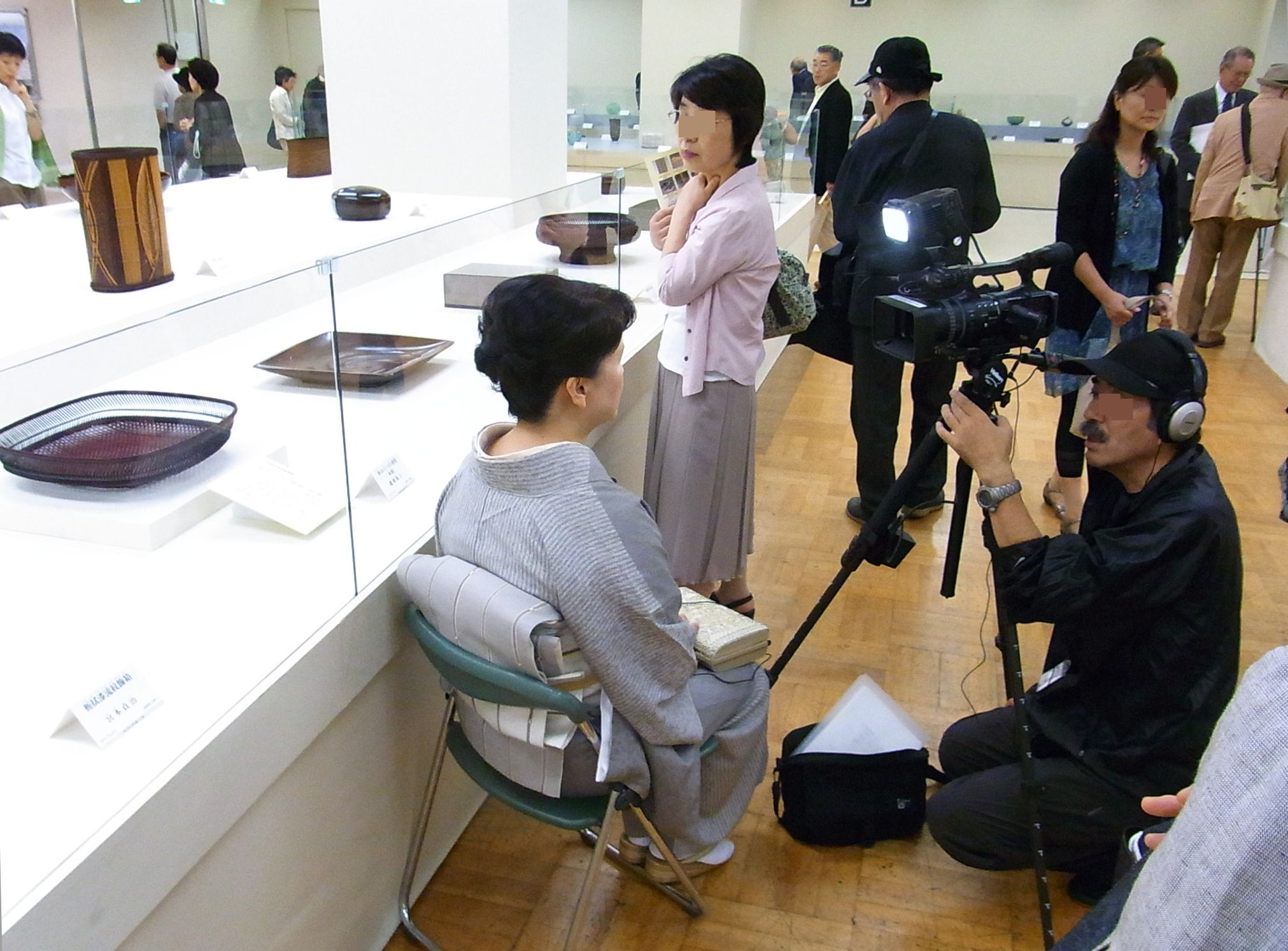
受賞者インタビュー（2010年9月22日撮影）